# Лонг-Бранч (Пенсільванія)
Лонг-Бранч (англ. Long Branch) — місто (англ. borough) в США, в окрузі Вашингтон штату Пенсільванія. Населення — 421 особа (2020).

## Географія
Лонг-Бранч розташований за координатами 40°5′54″ пн. ш. 79°52′48″ зх. д. / 40.09833° пн. ш. 79.88000° зх. д. (40.098348, -79.880079).  За даними Бюро перепису населення США в 2010 році місто мало площу 8,26 км², уся площа — суходіл.

## Демографія
Згідно з переписом 2010 року, у селищі мешкало 447 осіб у 186 домогосподарствах у складі 134 родин. Густота населення становила 54 особи/км².  Було 205 помешкань (25/км²).
Расовий склад населення:
| - 98,9 % — білих - 0,7 % — чорних або афроамериканців - 0,4 % — корінних американців |

До двох чи більше рас належало 0,0 %. Частка іспаномовних становила 0,0 % від усіх жителів.
За віковим діапазоном населення розподілялося таким чином: 18,3 % — особи молодші 18 років, 61,8 % — особи у віці 18—64 років, 19,9 % — особи у віці 65 років та старші. Медіана віку мешканця становила 48,2 року. На 100 осіб жіночої статі у селищі припадало 95,2 чоловіків;  на 100 жінок у віці від 18 років та старших — 94,1 чоловіків також старших 18 років.
Середній дохід на одне домашнє господарство  становив 64 376 доларів США (медіана — 55 000), а середній дохід на одну сім'ю — 74 854 долари (медіана — 64 750). Медіана доходів становила 58 750 доларів для чоловіків та 42 917 доларів для жінок. За межею бідності перебувало 6,6 % осіб, у тому числі 2,3 % дітей у віці до 18 років та 8,1 % осіб у віці 65 років та старших.
Цивільне працевлаштоване населення становило 217 осіб. Основні галузі зайнятості: освіта, охорона здоров'я та соціальна допомога — 23,0 %, виробництво — 18,0 %, будівництво — 11,5 %, роздрібна торгівля — 7,8 %.